# Gary Primich
Gary Primich (* 20. April 1958 in Chicago, Illinois; † 23. September 2007 in Austin, Texas) war ein US-amerikanischer Bluesharmonika- und Gitarrespieler.

## Leben
Er wurde in Chicago geboren und wuchs in Gary, Indiana auf. Mundharmonika lernte er als Teenager auf dem Maxwell Street Market. Er erhielt dort eine erstklassige Bluesausbildung, wie sie nie in einem Klassenzimmer gelehrt werden könnte. 1984, nachdem er an der Indiana University graduiert hatte, zog er nach Austin, Texas um. 1987 gründete er mit Jimmy Carl, dem ehemaligen Drummer der Mothers of Invention, eine Band namens The Mannish Boys, die auch ein Album aufnahmen. Nachdem Carl die Band verlassen hatte, hielt Primich sie zusammen und nahmen ein zweites Album auf. Beide Alben erregten so viel Aufmerksamkeit, dass er unter eigenem Namen ein Album aufnehmen konnte, dem noch einige andere folgten.
Durch Tourneen konnte Primich seine Fanbasis stetig erweitern. Seine Qualitäten ließen ihn auch als Sessionmusiker begehrt werden. So nahm er mit Omar & The Howlers, Tish Hinojosa, Steve James, Libbi Bosworth, Marcia Ball, Ruthie Foster, Mike Morgan and the Crawl, Nick Curran, Doyle Bramhall und Jimmie Vaughan auf.
1985 veröffentlichte er eine Doppel-CD „Blues Harmonica: The Blues and Beyond“, wo er die Grundlagen des Bluesharmonikaspiels unterrichtete.
Gary Primich starb, erst 49-jährig, an Heroinvergiftung in seinem Heim in Austin.

## Diskographie

### Mit The Mannish Boys
- A L'il Dab'll Do Ya (1987) – Amazing
- Satellite Rock – Amazing

### Unter eigenem Namen
- Gary Primich (1991) – Amazing
- My Pleasure (1992) – Amazing
- Hot Harp Blues (1993) – Amazing
- Travelin' Mood (1994) – Flying Fish
- Mr. Freeze (1995) – Flying Fish
- Company Man (1997) – Black Top Records
- Botheration (1999) – Black Top Records
- Dog House Music (2002) – Antone's
- Ridin' the Darkhorse (2006) – Electro-Fi[1]